# Het Schooltje van Dik Trom
Het Schooltje van Dik Trom is een museum in het Noord-Hollandse gehucht Etersheim. Het is gevestigd in de voormalige dorpsschool. Cornelis Johannes Kieviet, schrijver van de boeken over Dik Trom, begon hier in 1883 als onderwijzer en schreef in deze periode zijn eerste verhalen, die hij in de klas liet voorlezen. Na een grondige renovatie van het pand in 2012, de benodigde €60.000 werd middels crowdfunding verkregen, door Stadsherstel werd op 27 maart 2013 het museum geopend. Het museum beschikt over een collectie van 1200 kinderboeken, met een exemplaar van elk boek dat Kieviet heeft geschreven, deels eerste druk.

## Geschiedenis
De school werd gebouwd in het najaar van 1882 nadat de gemeente Oosthuizen het complexje op 14 september 1882 had aanbesteed. Het ging daarbij om een school met onderwijzerswoning en hekwerken; tevens werd aanbesteed de inrichting van de school. Het ontwerp van het gebouw is afkomstig van de architect H.P. van den Aardweg uit Purmerend. In het seizoen 1883 ging de school open.
Het pand is gebouwd als schoolgebouw bestaande uit één klaslokaal. In dit lokaal zaten alle leerlingen van het gehucht Etersheim en later ook de leerlingen uit het nabijgelegen Schardam. In dit schooltje gaf C. Joh. Kieviet tussen 1883 en 1903 les, hij schreef zijn eerste boek over Dik Trom in de periode 1883 - 1891. Zijn leerlingen moesten elke dag 10 nieuw geschreven pagina's aan elkaar voorlezen.
Het schooltje was tot 2012 in gebruik als woning, in 2007 werd het bedreigd met sloop, om ruimte te maken voor een aantal nieuwbouwwoningen. Een aantal buurtbewoners begon een burgerinitiatief om het pand voor sloop te behoeden, hier kwam later de stichting Het Schooltje van Dik Trom uit voort. Na de verwerving door Stadsherstel startte het crowdfundingproject om het te kunnen gaan restaureren. Het Prins Bernhard Cultuurfonds heeft 10.000 euro geschonken met daarbij de toezegging van nog eens 10.000 euro als de benodigde 60.000 euro voor 30 juni 2012 opgehaald zou zijn.

## Trivia
- Een paar huizen verderop, op het adres Etersheim 14, bevindt zich het voormalige snoepwinkeltje waar het fictieve personage Dik Trom zijn snoepjes kocht.[7]